# Christine G. Krüger
Christine Gisela Krüger (* 30. Mai 1975 in Elmshorn) ist eine deutsche Historikerin. Seit April 2021 lehrt sie als Professorin an der Abteilung für Geschichte der Neuzeit des Instituts für Geschichtswissenschaft der Universität Bonn.

## Leben und Wirken
Christine G. Krüger studierte von Oktober 1995 bis Juli 2001 Neuere Geschichte, Mediävistik und Romanistik im Rahmen des deutsch-französisch integrierten Studienganges TübAix an den Universitäten Tübingen und Aix-en-Provence.
2005 wurde Krüger an der Universität Tübingen mit einer mehrfach ausgezeichneten Dissertation zur Erfahrungswelt deutscher Juden im Deutsch-Französischen Krieg 1870/71 promoviert. Frank Becker fand in Krügers Arbeit Militärgeschichte, Nationalismusforschung und der Geschichte der Juden in Deutschland überzeugend verknüpft; sie habe mit flüssiger wie präziser Sprache die Kenntnis der Geschichte des Krieges von 1870/71 um ein weiteres Kapitel erweitert. Seiner Ansicht nach hätte sie ihren Ergebnissen aber eine höhere Signifikanz verleihen können, „wenn sie vergleichend angelegt worden wäre, also etwa das Verhalten der deutschen Juden demjenigen ihrer französischen Glaubensgenossen gegenübergestellt, oder, bezogen nur auf Deutschland, die Einigungs- mit den Befreiungskriegen konfrontiert hätte.“ Auch für Ulrich Sieg ließen Krügers Ausführungen zum Kriegserlebnis deutscher Juden „in puncto inhaltlicher Präzision und analytischer Klarheit nichts zu wünschen übrig“, er betrachtete die Erfahrungsgeschichte als „mustergültig bearbeitet“.
2015 wurde Krüger auf Grund einer Habilitationsschrift zu Jugendfreiwilligendiensten in Deutschland und Großbritannien im 20. Jahrhundert von der Universität Oldenburg die Venia Legendi als Privatdozentin verliehen. David Templin, Geschichtswissenschaftler von der Forschungsstelle für Zeitgeschichte in Hamburg und der Universität Osnabrück, kritisierte den streckenweise irritierenden Aufbau der Arbeit, die sich in die vier Abschnitte der Zeit vor 1945, das erste Nachkriegsjahrzehnt, die „Wirtschaftswunderzeit“ bis etwa 1968 und schließlich die Phase von 1968 bis zum Ende der 1980er-Jahre gliedert. Auch der Aspekt der im Rahmen der Freiwilligendienste geleisteten praktischen Arbeiten kam seiner Ansicht nach zu kurz. Insgesamt lobt er die Arbeit als „fundierten Überblick zur Genese, zum Charakter und Wandel“ des „jugendpolitischen Projekts ‚von oben‘“ und damit als „wertvollen Beitrag zur Geschichte organisierter Jugendaktivitäten im 20. Jahrhundert“. Benjamin Möckel empfand Krügers Buch als hervorragendes Fallbeispiel einer politischen, kulturellen und wirtschaftlichen Geschichte der Nachkriegszeit. Krüger habe überzeugend sowohl die politische und intellektuellen Debatten wie auch die sich wandelnden wirtschaftlichen Kontexte, die diese Debatten beeinflussten, integriert. Auch wenn das Buch wenig über die tägliche Arbeit der Teilnehmer von Freiwilligendiensten berichte, sei es durch die Integration eines verwickelten Aspekts der britischen und deutschen Nachkriegsgeschichte eine wichtige Lektüre für alle, die sich für die Historie des Freiwilligendienstes, die Geschichte der Jugend und der Generationen sowie für Sozial- und Sozialarbeitsgeschichte interessieren.
Krüger war von Mai 2014 bis März 2020 wissenschaftliche Mitarbeiterin am Sonderforschungsbereich 437 Kriegserfahrungen. Krieg und Gesellschaft in der Neuzeit der Universität Tübingen und an der Universität Oldenburg. Von September 2008 bis August 2009 war sie als Feodor-Lynen-Fellow der Alexander von Humboldt-Stiftung an der University of Oxford, außerdem war sie von Januar bis November 2012 Fellow am Freiburg Institute for Advanced Studies und Gastwissenschaftlerin im April 2014 am Institut d’études politiques de Paris. Im Wintersemester 2016/17 nahm sie eine Professurvertretung (für den Lehrstuhlinhaber Ewald Frie) an der Eberhard Karls Universität Tübingen wahr. Von 2014 bis 2020 war sie wissenschaftliche Mitarbeiterin am Sonderforschungsbereich/Transregio 138 Dynamiken der Sicherheit. Formen der Versicherheitlichung in historischer Perspektive und lehrte als Privatdozentin an der Universität Oldenburg. Sie war Gastwissenschaftlerin an der Pontificia Universidad Católica de Valparaíso (Oktober 2018), Colegio de México (März/April 2019) und an der Universität Tokyo (April 2020). Von April 2020 bis März 2021 lehrte sie als Professorin für die Allgemeine Geschichte der Neuesten Zeit an der Universität Greifswald. Im Jahr 2020 nahm sie einen Ruf an die Universität Bonn als künftige Nachfolgerin von Joachim Scholtyseck auf eine W3-Professur für Neuere und Neueste Geschichte an.
Ihre Arbeitsgebiete sind jüdische Geschichte, Geschichte des Antisemitismus, Geschichte des Nationalismus, Geschichte der Kriegserfahrungen, Geschichte der Jugend, Geschichte der Zivilgesellschaft und Sicherheitsgeschichte.
In den Teilen 2 und 3 der dreiteiligen dokumentarischen Fernsehfilm-Reihe Der Bruderkrieg – Deutsche und Franzosen 1870/71 von Hermann Pölking-Eiken und Linn Sackarnd kommentiert sie als eine von mehreren Wissenschaftlern einzelne Aspekte des Deutsch-Französischen Krieges von 1870 bis 1871.

## Auszeichnungen
- 2005: Promotionspreis der Eberhard Karls Universität Tübingen[9]
- 2005: Erfurter Promotionspreis „Religion und Ethik“ des Interdisziplinären Forums Religion (IFR) der Universität Erfurt[10]
- 2006: Walter-Witzenmann-Preis der Heidelberger Akademie der Wissenschaften[11]

## Schriften (Auswahl)
Monographien
- „Sind wir denn nicht Brüder?“ Deutsche Juden im nationalen Krieg 1870/71 (= Krieg in der Geschichte. Band 31). Schöningh, Paderborn 2006, ISBN 978-3-506-75648-0 (Dissertation. Universität Tübingen 2005).
- Dienstethos, Abenteuerlust, Bürgerpflicht. Jugendfreiwilligendienste in Deutschland und Großbritannien im 20. Jahrhundert  (= Kritische Studien zur Geschichtswissenschaft. Band 219). Vandenhoeck & Ruprecht, Göttingen 2016, ISBN 978-3-525-37046-9 (Habilitationsschrift, Carl von Ossietzky Universität Oldenburg, 2015).

Herausgeberschaften
- mit Nicole Kramer: Freiwilligenarbeit und gemeinnützige Organisationen im Wandel. Neue Perspektiven auf das 19. und 20. Jahrhundert (= Historische Zeitschrift. Neue Folge, Beiheft 76). De Gruyter Oldenbourg, Berlin 2019, ISBN 978-3-11-062744-2.
- mit Martin Lindner: Nationalismus und Antikenrezeption (= Oldenburger Schriften zur Geschichtswissenschaft. Band 10). BIS-Verlag, Oldenburg 2009, ISBN 978-3-8142-2145-8.
- mit Sonja Levsen: War Volunteering in Modern Times. From the French Revolution to the Second World War. Palgrave Macmillan, Basingstoke 2011, ISBN 978-0-230-22805-4.